# 2008년 대한민국 재보궐선거
2008년 대한민국 재보궐선거는 2008년에 치러진 대한민국의 재보궐선거이다. 공직선거법 규정에 의해 6월 4일과 10월 29일에 치러졌다.

## 6월 4일 재보궐선거

### 개요
- 투표일: 2008년 6월 4일(수) 06:00~20:00
- 투표내용: 총 52개 선거구
  - 기초단체장: 9명
  - 광역의원: 29명
  - 기초의원: 14명

### 선거구역 및 사유

#### 기초단체장
| 직책            | 정당 | 정당     | 전임자 | 선거구      | 선거 사유   | 선거 종류 | 비고 |
| --------------- | ---- | -------- | ------ | ----------- | ----------- | --------- | ---- |
| 서울 강동구청장 |      | 한나라당 | 신동우 | 서울 강동구 | 사직        | 보궐선거  |      |
| 대구 서구청장   |      | 한나라당 | 윤진   | 대구 서구   | 당선무효    | 재선거    |      |
| 인천 서구청장   |      | 한나라당 | 이학재 | 인천 서구   | 사직        | 보궐선거  |      |
| 경기 포천시장   |      | 한나라당 | 박윤국 | 경기 포천시 | 사직        | 보궐선거  |      |
| 강원 고성군수   |      | 한나라당 | 함형구 | 강원 고성군 | 군수직 상실 | 재선거    |      |
| 전남 영광군수   |      | 무소속   | 강종만 | 전남 영광군 | 군수직 상실 | 재선거    |      |
| 경북 청도군수   |      | 무소속   | 정한태 | 경북 청도군 | 군수직 상실 | 재선거    |      |
| 경남 남해군수   |      | 한나라당 | 하영제 | 경남 남해군 | 사직        | 보궐선거  |      |
| 경남 거창군수   |      | 한나라당 | 강석진 | 경남 거창군 | 사직        | 보궐선거  |      |

#### 광역의원
| 직책                   | 정당 | 정당       | 전임자 | 선거구                   | 선거 사유   | 선거 종류 | 비고 |
| ---------------------- | ---- | ---------- | ------ | ------------------------ | ----------- | --------- | ---- |
| 서울특별시의회의원     |      | 한나라당   | 김분란 | 광진구 제4선거구         | 의원직 상실 | 보궐선거  |      |
| 서울특별시의회의원     |      | 한나라당   | 배대열 | 강동구 제3선거구         | 사직        | 보궐선거  |      |
| 부산광역시의회의원     |      | 한나라당   | 조양환 | 서구 제2선거구           | 사직        | 보궐선거  |      |
| 부산광역시의회의원     |      | 한나라당   | 김청룡 | 부산진구 제2선거구       | 사직        | 보궐선거  |      |
| 부산광역시의회의원     |      | 한나라당   | 현영희 | 동래구 제1선거구         | 사직        | 보궐선거  |      |
| 부산광역시의회의원     |      | 한나라당   | 유재중 | 수영구 제2선거구         | 사직        | 보궐선거  |      |
| 대구광역시의회의원     |      | 한나라당   | 서중현 | 서구 제2선거구           | 사직        | 보궐선거  |      |
| 광주광역시의회의원     |      | 무소속     | 강도석 | 남구 제1선거구           | 사직        | 보궐선거  |      |
| 경기도의회의원         |      | 한나라당   | 최규진 | 수원시 제5선거구         | 사직        | 보궐선거  |      |
| 경기도의회의원         |      | 한나라당   | 신광식 | 의정부시 제2선거구       | 사직        | 보궐선거  |      |
| 경기도의회의원         |      | 한나라당   | 김남성 | 의정부시 제3선거구       | 사직        | 보궐선거  |      |
| 경기도의회의원         |      | 한나라당   | 신보영 | 안양시 제4선거구         | 사직        | 보궐선거  |      |
| 경기도의회의원         |      | 한나라당   | 박선호 | 안산시 제2선거구         | 사직        | 보궐선거  |      |
| 경기도의회의원         |      | 한나라당   | 권혁조 | 안산시 제6선거구         | 사직        | 보궐선거  |      |
| 경기도의회의원         |      | 한나라당   | 함진규 | 시흥시 제2선거구         | 사직        | 보궐선거  |      |
| 경기도의회의원         |      | 한나라당   | 황은성 | 안성시 제2선거구         | 사직        | 보궐선거  |      |
| 경기도의회의원         |      | 무소속     | 이건희 | 광주시 제1선거구         | 사직        | 보궐선거  |      |
| 충청북도의회의원       |      | 한나라당   | 오장세 | 청주시 제1선거구         | 사직        | 보궐선거  |      |
| 충청남도의회의원       |      | 자유선진당 | 송민구 | 공주시 제1선거구         | 사망        | 보궐선거  |      |
| 충청남도의회의원       |      | 자유선진당 | 홍표근 | 부여군 제1선거구         | 사직        | 보궐선거  |      |
| 전라북도의회의원       |      | 통합민주당 | 심영배 | 전주시 제3선거구         | 사직        | 보궐선거  |      |
| 전라북도의회의원       |      | 통합민주당 | 황현   | 익산시 제3선거구         | 사직        | 보궐선거  |      |
| 경상북도의회의원       |      | 한나라당   | 장대진 | 안동시 제1선거구         | 사직        | 보궐선거  |      |
| 경상남도의회의원       |      | 한나라당   | 강기윤 | 창원시 제4선거구         | 사직        | 보궐선거  |      |
| 경상남도의회의원       |      | 한나라당   | 강지연 | 마산시 제1선거구         | 사직        | 보궐선거  |      |
| 경상남도의회의원       |      | 한나라당   | 최진덕 | 진주시 제2선거구         | 사직        | 보궐선거  |      |
| 경상남도의회의원       |      | 한나라당   | 이규상 | 김해시 제4선거구         | 당선무효    | 재선거    |      |
| 경상남도의회의원       |      | 한나라당   | 권민호 | 거제시 제1선거구         | 사직        | 보궐선거  |      |
| 제주특별자치도의회의원 |      | 한나라당   | 고동수 | 제주특별자치도 제6선거구 | 사직        | 보궐선거  |      |

#### 기초의원
| 직책                  | 정당 | 정당       | 전임자 | 선거구            | 선거 사유   | 선거 종류 | 비고 |
| --------------------- | ---- | ---------- | ------ | ----------------- | ----------- | --------- | ---- |
| 서울 마포구의회의원   |      | 한나라당   | 박지위 | 마포구 가선거구   | 의원직 상실 | 재선거    |      |
| 서울 양천구의회의원   |      | 한나라당   | 이중효 | 양천구 사선거구   | 사직        | 보궐선거  |      |
| 광주 남구의회의원     |      | 통합민주당 | 김만곤 | 남구 가선거구     | 사직        | 보궐선거  |      |
| 경기 안양시의회의원   |      | 한나라당   | 이양우 | 안양시 라선거구   | 사직        | 보궐선거  |      |
| 경기 안산시의회의원   |      | 한나라당   | 김교환 | 안산시 라선거구   | 사직        | 보궐선거  |      |
| 경기 남양주시의회의원 |      | 한나라당   | 윤재수 | 남양주시 다선거구 | 사직        | 보궐선거  |      |
| 강원 태백시의회의원   |      | 통합민주당 | 김동해 | 태백시 나선거구   | 사망        | 보궐선거  |      |
| 충남 천안시의회의원   |      | 한나라당   | 이정원 | 천안시 다선거구   | 사직        | 보궐선거  |      |
| 충남 천안시의회의원   |      | 한나라당   | 박중현 | 천안시 바선거구   | 사직        | 보궐선거  |      |
| 전남 광양시의회의원   |      | 통합민주당 | 김수성 | 광양시 다선거구   | 사직        | 보궐선거  |      |
| 경북 포항시의회의원   |      | 무소속     | 김진율 | 포항시 다선거구   | 당선무효    | 재선거    |      |
| 경북 김천시의회의원   |      | 무소속     | 박흥식 | 김천시 사선거구   | 사망        | 보궐선거  |      |
| 경북 구미시의회의원   |      | 한나라당   | 이정임 | 구미시 사선거구   | 사직        | 보궐선거  |      |
| 경남 김해시의회의원   |      | 무소속     | 송만복 | 김해시 바선거구   | 의원직 상실 | 재선거    |      |

### 개표 결과
- 총 선거인수: 3,573,145
- 총 투표자수: 830,859
- 투표율: 23.3%

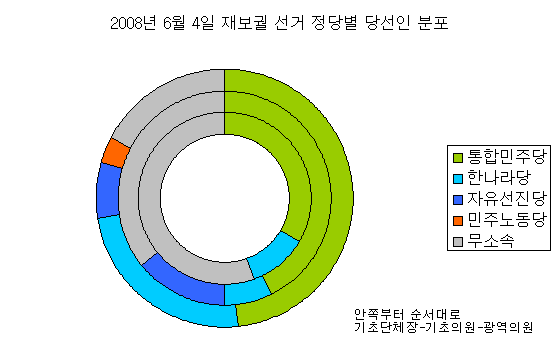

- 정당별 당선자(기초단체장/광역의원/기초의원)

- 한나라당: 9명(1/7/1)
- 통합민주당: 23명(3/14/6)
- 자유선진당: 4명(0/2/2)
- 민주노동당: 1명(0/1/0)
- 무소속: 15명(5/5/5)

### 당선자

#### 기초단체장
|  | 53.33% |

|  | 44.15% |

|  | 37.49% |

|  | 42.30% |

|  | 31.31% |

|  | 41.94% |

|  | 32.63% |

|  | 61.87% |

|  | 19.40% |

#### 광역의원
|  | 63.29% |

|  | 55.19% |

|  | 54.12% |

|  | 29.96% |

|  | 46.87% |

|  | 37.78% |

|  | 32.23% |

|  | 56.54% |

|  | 43.41% |

|  | 61.79% |

|  | 65.46% |

|  | 60.07% |

|  | 61.40% |

|  | 58.51% |

|  | 56.98% |

|  | 55.15% |

|  | 42.96% |

|  | 38.09% |

|  | 40.25% |

|  | 45.01% |

|  | 34.62% |

|  | 62.61% |

|  | 58.41% |

|  | 54.79% |

|  | 43.99% |

|  | 33.43% |

|  | 28.94% |

|  | 34.16% |

#### 기초의원
|  | 48.23% |

|  | 31.74% |

|  | 47.05% |

|  | 54.99% |

|  | 31.67% |

|  | 49.70% |

|  | 26.54% |

|  | 36.00% |

|  | 34.57% |

|  | 34.27% |

|  | 21.35% |

|  | 55.41% |

|  | 53.14% |

|  | 42.26% |

### 선거 결과

#### 기초단체장
| 직책            | 정당 | 정당     | 전임자 | 정당 | 정당       | 당선자 |
| --------------- | ---- | -------- | ------ | ---- | ---------- | ------ |
| 서울 강동구청장 |      | 한나라당 | 신동우 |      | 통합민주당 | 이해식 |
| 대구 서구청장   |      | 한나라당 | 윤진   |      | 무소속     | 서중현 |
| 인천 서구청장   |      | 한나라당 | 이학재 |      | 통합민주당 | 이훈국 |
| 경기 포천시장   |      | 한나라당 | 박윤국 |      | 무소속     | 서장원 |
| 강원 고성군수   |      | 한나라당 | 함형구 |      | 무소속     | 황종국 |
| 전남 영광군수   |      | 무소속   | 강종만 |      | 통합민주당 | 정기호 |
| 경북 청도군수   |      | 무소속   | 정한태 |      | 한나라당   | 이중근 |
| 경남 남해군수   |      | 한나라당 | 하영제 |      | 무소속     | 정현태 |
| 경남 거창군수   |      | 한나라당 | 강석진 |      | 무소속     | 양동인 |

#### 광역의원
| 의회               | 선거구                   | 정당 | 정당       | 전임자 | 정당 | 정당       | 당선자 |
| ------------------ | ------------------------ | ---- | ---------- | ------ | ---- | ---------- | ------ |
| 서울특별시의회     | 광진구 제4선거구         |      | 한나라당   | 김분란 |      | 통합민주당 | 박래학 |
| 서울특별시의회     | 강동구 제3선거구         |      | 한나라당   | 배대열 |      | 통합민주당 | 양준욱 |
| 부산광역시의회     | 서구 제2선거구           |      | 한나라당   | 조양환 |      | 무소속     | 김종대 |
| 부산광역시의회     | 부산진구 제2선거구       |      | 한나라당   | 김청룡 |      | 한나라당   | 김수용 |
| 부산광역시의회     | 동래구 제1선거구         |      | 한나라당   | 현영희 |      | 한나라당   | 전일수 |
| 부산광역시의회     | 수영구 제2선거구         |      | 한나라당   | 유재중 |      | 한나라당   | 전봉민 |
| 대구광역시의회     | 서구 제2선거구           |      | 한나라당   | 서중현 |      | 무소속     | 나종기 |
| 광주광역시의회     | 남구 제1선거구           |      | 무소속     | 강도석 |      | 통합민주당 | 김선문 |
| 경기도의회         | 수원시 제5선거구         |      | 한나라당   | 최규진 |      | 한나라당   | 이승철 |
| 경기도의회         | 의정부시 제2선거구       |      | 한나라당   | 신광식 |      | 통합민주당 | 김경호 |
| 경기도의회         | 의정부시 제3선거구       |      | 한나라당   | 김남성 |      | 통합민주당 | 박세혁 |
| 경기도의회         | 안양시 제4선거구         |      | 한나라당   | 신보영 |      | 통합민주당 | 정기열 |
| 경기도의회         | 안산시 제2선거구         |      | 한나라당   | 박선호 |      | 통합민주당 | 이대근 |
| 경기도의회         | 안산시 제6선거구         |      | 한나라당   | 권혁조 |      | 통합민주당 | 고영인 |
| 경기도의회         | 시흥시 제2선거구         |      | 한나라당   | 함진규 |      | 통합민주당 | 김진경 |
| 경기도의회         | 안성시 제2선거구         |      | 한나라당   | 황은성 |      | 한나라당   | 송찬규 |
| 경기도의회         | 광주시 제1선거구         |      | 무소속     | 이건희 |      | 통합민주당 | 임종성 |
| 충청북도의회       | 청주시 제1선거구         |      | 한나라당   | 오장세 |      | 통합민주당 | 김광수 |
| 충청남도의회       | 공주시 제1선거구         |      | 자유선진당 | 송민구 |      | 자유선진당 | 전인석 |
| 충청남도의회       | 부여군 제1선거구         |      | 자유선진당 | 홍표근 |      | 자유선진당 | 박종근 |
| 전라북도의회       | 전주시 제3선거구         |      | 통합민주당 | 심영배 |      | 통합민주당 | 최형열 |
| 전라북도의회       | 익산시 제3선거구         |      | 통합민주당 | 황현   |      | 통합민주당 | 김상철 |
| 경상북도의회       | 안동시 제1선거구         |      | 한나라당   | 장대진 |      | 무소속     | 권인찬 |
| 경상남도의회       | 창원시 제4선거구         |      | 한나라당   | 강기윤 |      | 민주노동당 | 손석형 |
| 경상남도의회       | 마산시 제1선거구         |      | 한나라당   | 강지연 |      | 한나라당   | 황석현 |
| 경상남도의회       | 진주시 제2선거구         |      | 한나라당   | 최진덕 |      | 무소속     | 윤용근 |
| 경상남도의회       | 김해시 제4선거구         |      | 한나라당   | 이규상 |      | 통합민주당 | 명희진 |
| 경상남도의회       | 거제시 제1선거구         |      | 한나라당   | 권민호 |      | 한나라당   | 조기태 |
| 제주특별자치도의회 | 제주특별자치도 제6선거구 |      | 한나라당   | 고동수 |      | 무소속     | 박희수 |

#### 기초의원
| 의회              | 선거구            | 정당 | 정당       | 전임자 | 정당 | 정당       | 당선자 |
| ----------------- | ----------------- | ---- | ---------- | ------ | ---- | ---------- | ------ |
| 서울 마포구의회   | 마포구 가선거구   |      | 한나라당   | 박지위 |      | 통합민주당 | 천민식 |
| 서울 양천구의회   | 양천구 사선거구   |      | 한나라당   | 이중효 |      | 통합민주당 | 박정옥 |
| 광주 남구의회     | 남구 가선거구     |      | 통합민주당 | 김만곤 |      | 통합민주당 | 남광인 |
| 경기 안양시의회   | 안양시 라선거구   |      | 한나라당   | 이양우 |      | 통합민주당 | 임문택 |
| 경기 안산시의회   | 안산시 라선거구   |      | 한나라당   | 김교환 |      | 통합민주당 | 송진호 |
| 경기 남양주시의회 | 남양주시 다선거구 |      | 한나라당   | 윤재수 |      | 통합민주당 | 박유희 |
| 강원 태백시의회   | 태백시 나선거구   |      | 통합민주당 | 김동해 |      | 무소속     | 이한영 |
| 충남 천안시의회   | 천안시 다선거구   |      | 한나라당   | 이정원 |      | 자유선진당 | 조강석 |
| 충남 천안시의회   | 천안시 바선거구   |      | 한나라당   | 박중현 |      | 자유선진당 | 서용석 |
| 전남 광양시의회   | 광양시 다선거구   |      | 통합민주당 | 김수성 |      | 무소속     | 박필순 |
| 경북 포항시의회   | 포항시 다선거구   |      | 무소속     | 김진율 |      | 무소속     | 이동찬 |
| 경북 김천시의회   | 김천시 사선거구   |      | 무소속     | 박흥식 |      | 무소속     | 이선명 |
| 경북 구미시의회   | 구미시 사선거구   |      | 한나라당   | 이정임 |      | 무소속     | 박광석 |
| 경남 김해시의회   | 김해시 바선거구   |      | 무소속     | 송만복 |      | 한나라당   | 배창한 |

### 평가
한미 쇠고기 협상에 대한 반발로 한나라당이 참패하고 야당이 약진하였다.

## 10월 29일 재보궐선거

### 개요
- 투표일: 2008년 10월 29일(수) 06:00~20:00
- 투표내용: 총 14개 선거구
  - 기초단체장: 2명
  - 광역의원: 3명
  - 기초의원: 9명

### 선거구역 및 사유

#### 기초단체장
| 직책          | 정당 | 정당       | 전임자 | 선거구      | 선거 사유   | 선거 종류 | 비고 |
| ------------- | ---- | ---------- | ------ | ----------- | ----------- | --------- | ---- |
| 울산 울주군수 |      | 한나라당   | 엄창섭 | 울산 울주군 | 군수직 상실 | 보궐선거  |      |
| 충남 연기군수 |      | 자유선진당 | 최준섭 | 충남 연기군 | 군수직 상실 | 재선거    |      |

#### 광역의원
| 직책               | 정당 | 정당     | 전임자 | 선거구           | 선거 사유 | 선거 종류 | 비고 |
| ------------------ | ---- | -------- | ------ | ---------------- | --------- | --------- | ---- |
| 울산광역시의회의원 |      | 한나라당 | 김춘생 | 울주군 제3선거구 | 사직      | 보궐선거  |      |
| 경상북도의회의원   |      | 한나라당 | 이용석 | 구미시 제4선거구 | 사망      | 보궐선거  |      |
| 경상북도의회의원   |      | 한나라당 | 방대선 | 성주군 제1선거구 | 사망      | 보궐선거  |      |

#### 기초의원
| 직책                | 정당 | 정당     | 전임자 | 선거구          | 선거 사유   | 선거 종류 | 비고 |
| ------------------- | ---- | -------- | ------ | --------------- | ----------- | --------- | ---- |
| 부산 서구의회의원   |      | 한나라당 | 김종대 | 서구 라선거구   | 사직        | 보궐선거  |      |
| 인천 남구의회의원   |      | 한나라당 | 박주일 | 남구 다선거구   | 사직        | 보궐선거  |      |
| 충남 연기군의회의원 |      | 민주당   | 박휘서 | 연기군 가선거구 | 사직        | 보궐선거  |      |
| 충남 홍성군의회의원 |      | 한나라당 | 고철한 | 홍성군 라선거구 | 사망        | 보궐선거  |      |
| 전북 임실군의회의원 |      | 민주당   | 정인준 | 임실군 다선거구 | 의원직 상실 | 보궐선거  |      |
| 전남 여수시의회의원 |      | 민주당   | 김정민 | 여수시 바선거구 | 의원직 상실 | 보궐선거  |      |
| 경북 포항시의회의원 |      | 무소속   | 서재원 | 포항시 아선거구 | 의원직 상실 | 보궐선거  |      |
| 경북 영천시의회의원 |      | 한나라당 | 임상원 | 영천시 라선거구 | 의원직 상실 | 보궐선거  |      |
| 경남 의령군의회의원 |      | 한나라당 | 박문환 | 의령군 다선거구 | 사망        | 보궐선거  |      |

### 개표 결과
- 총 선거인수: 864,860
- 총 투표자수: 337,078
- 투표율: 39.0%
- 정당별 당선자(기초단체장/광역의원/기초의원)
  - 한나라당: 5명(1/2/2)
  - 민주당 1명(0/0/1)
  - 자유선진당: 3명(1/0/2)
  - 민주노동당: 1명(0/0/1)
  - 무소속: 4명(0/1/3)

### 당선자

#### 기초단체장
|  | 41.17% |

|  | 51.94% |

#### 광역의원
|  | 55.97% |

|  | 54.51% |

|  | 29.13% |

#### 기초의원
|  | 38.50% |

|  | 36.53% |

|  | 34.10% |

|  | 48.14% |

|  | 50.78% |

|  | 39.78% |

|  | 40.31% |

|  | 45.45% |

### 선거 결과

#### 기초단체장
| 직책          | 정당 | 정당       | 전임자 | 정당 | 정당       | 당선자 |
| ------------- | ---- | ---------- | ------ | ---- | ---------- | ------ |
| 울산 울주군수 |      | 한나라당   | 엄창섭 |      | 한나라당   | 신장열 |
| 충남 연기군수 |      | 자유선진당 | 최준섭 |      | 자유선진당 | 유한식 |

#### 광역의원
| 의회           | 선거구           | 정당 | 정당     | 전임자 | 정당 | 정당     | 당선자 |
| -------------- | ---------------- | ---- | -------- | ------ | ---- | -------- | ------ |
| 울산광역시의회 | 울주군 제3선거구 |      | 한나라당 | 김춘생 |      | 한나라당 | 허령   |
| 경상북도의회   | 구미시 제4선거구 |      | 한나라당 | 이용석 |      | 무소속   | 김대호 |
| 경상북도의회   | 성주군 제1선거구 |      | 한나라당 | 방대선 |      | 한나라당 | 김지수 |

#### 기초의원
| 의회            | 선거구          | 정당 | 정당     | 전임자 | 정당 | 정당       | 당선자 |
| --------------- | --------------- | ---- | -------- | ------ | ---- | ---------- | ------ |
| 부산 서구의회   | 서구 라선거구   |      | 한나라당 | 김종대 |      | 한나라당   | 부호랑 |
| 인천 남구의회   | 남구 다선거구   |      | 한나라당 | 박주일 |      | 한나라당   | 장승덕 |
| 충남 연기군의회 | 연기군 가선거구 |      | 민주당   | 박휘서 |      | 자유선진당 | 김학현 |
| 충남 홍성군의회 | 홍성군 라선거구 |      | 한나라당 | 고철한 |      | 자유선진당 | 이두원 |
| 전북 임실군의회 | 임실군 다선거구 |      | 민주당   | 정인준 |      | 민주당     | 김한기 |
| 전남 여수시의회 | 여수시 바선거구 |      | 민주당   | 김정민 |      | 민주노동당 | 김상일 |
| 경북 포항시의회 | 포항시 아선거구 |      | 무소속   | 서재원 |      | 무소속     | 정석준 |
| 경북 영천시의회 | 영천시 라선거구 |      | 한나라당 | 임상원 |      | 무소속     | 김동주 |
| 경남 의령군의회 | 의령군 다선거구 |      | 한나라당 | 박문환 |      | 무소속     | 강성원 |